# Villa Regina

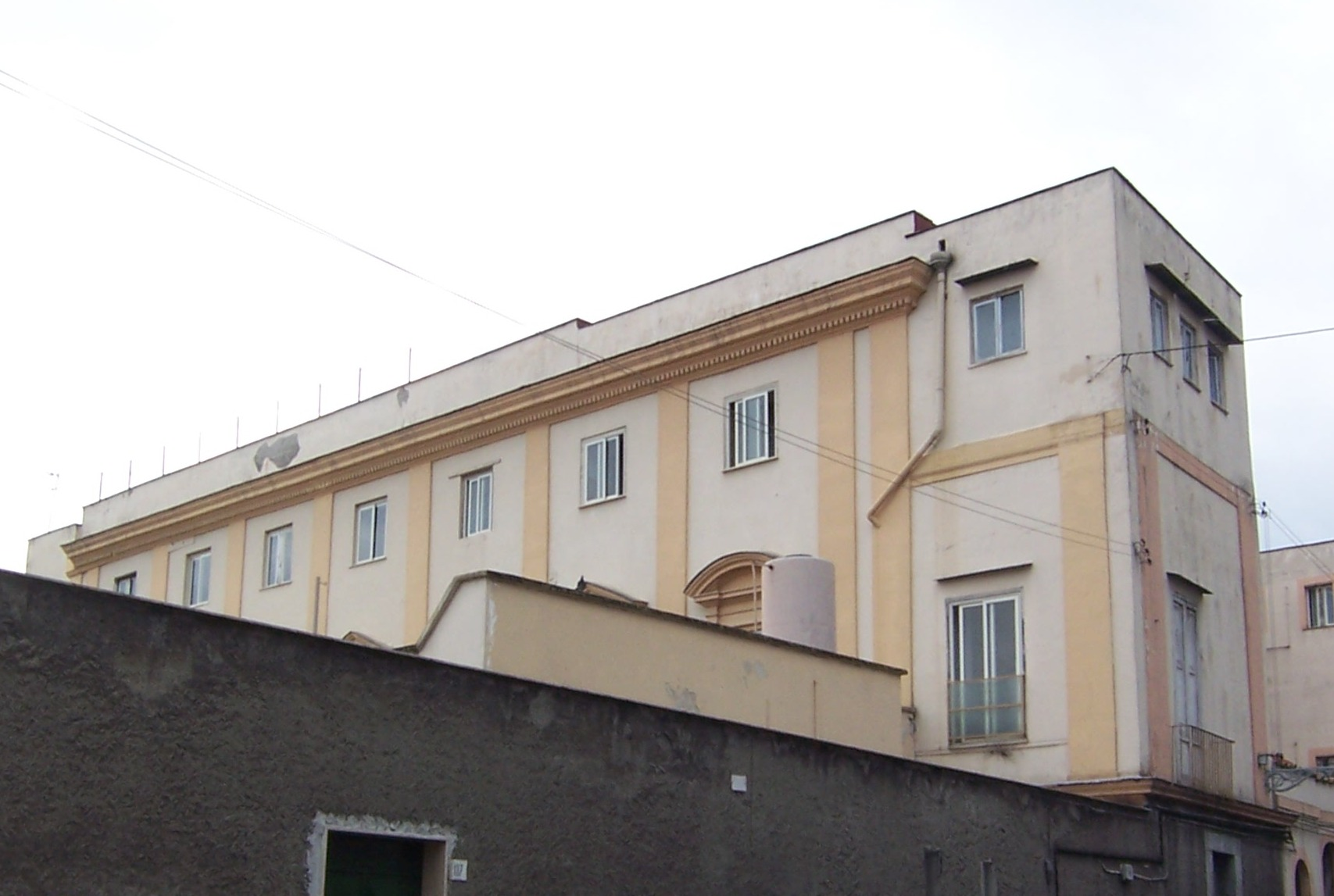
Villa Regina da Via Belvedere

Villa Regina è una villa rinascimentale di Napoli, situata in via Belvedere, nel quartiere collinare del Vomero.

## Storia
Fu costruita nel 1579 per volontà del duca Capece Galeota della Regina, come propria residenza in campagna, in cui si ritirò dopo aver abbandonato ogni carica pubblica. Una lapide posta all'interno della villa afferma che il duca prese questa decisione per seguire le orme di Cincinnato.
L'edificio è caratterizzato da una pianta a "U" (con la parte frontale affiancata da due ali perpendicolari) al cui centro sorge una piccola cappella sormontata da una croce.
Agli inizi del XX secolo l'ultimo discendente del duca, un legittimista borbonico, lasciò la villa ad un istituto religioso per assistenza agli orfani. Oggi l'edificio, in forte degrado, ospita la "Scuola Media Belvedere".

## Voci correlate

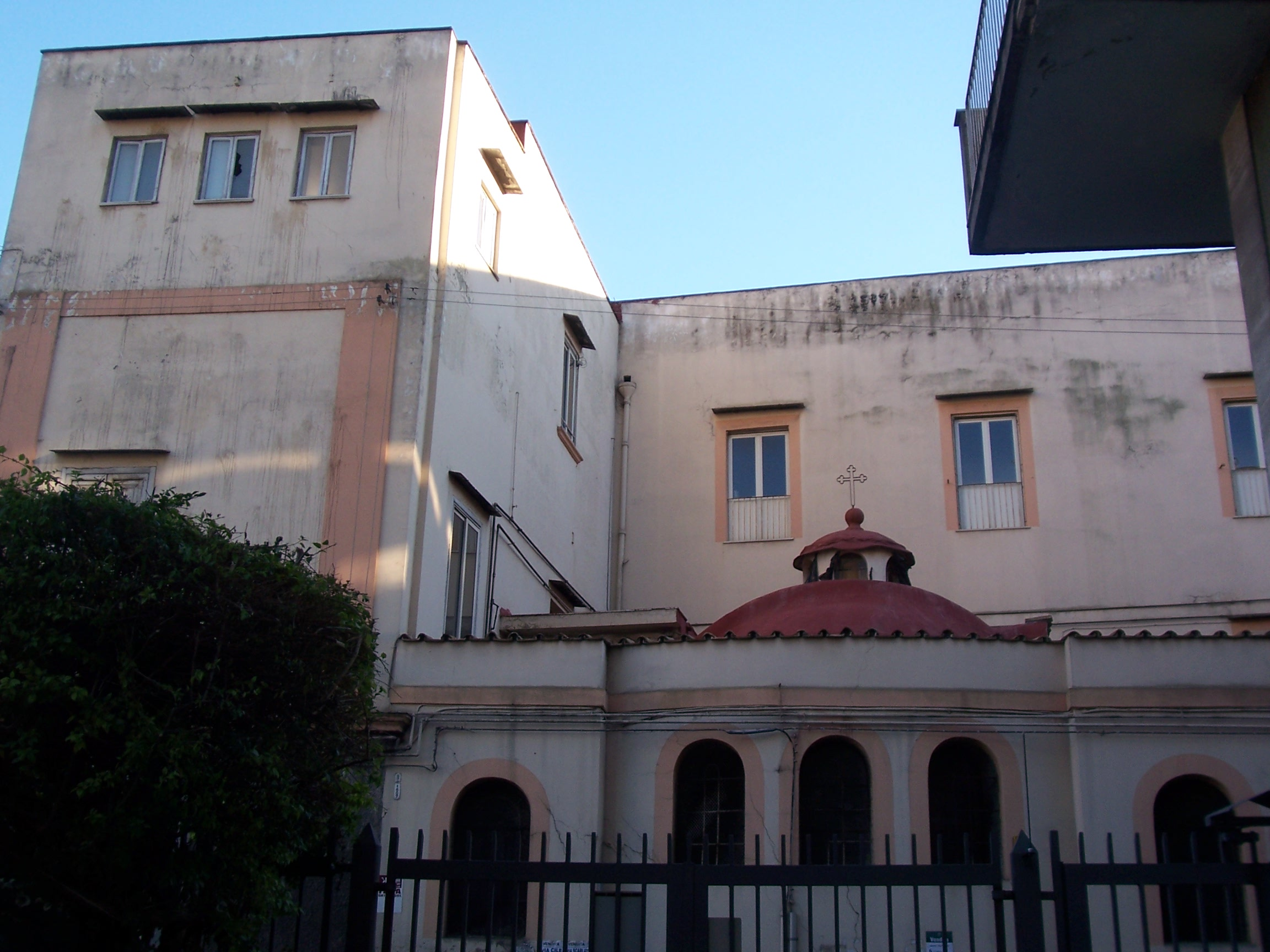
Villa Regina - Facciata con la cappella